# Mao Tun

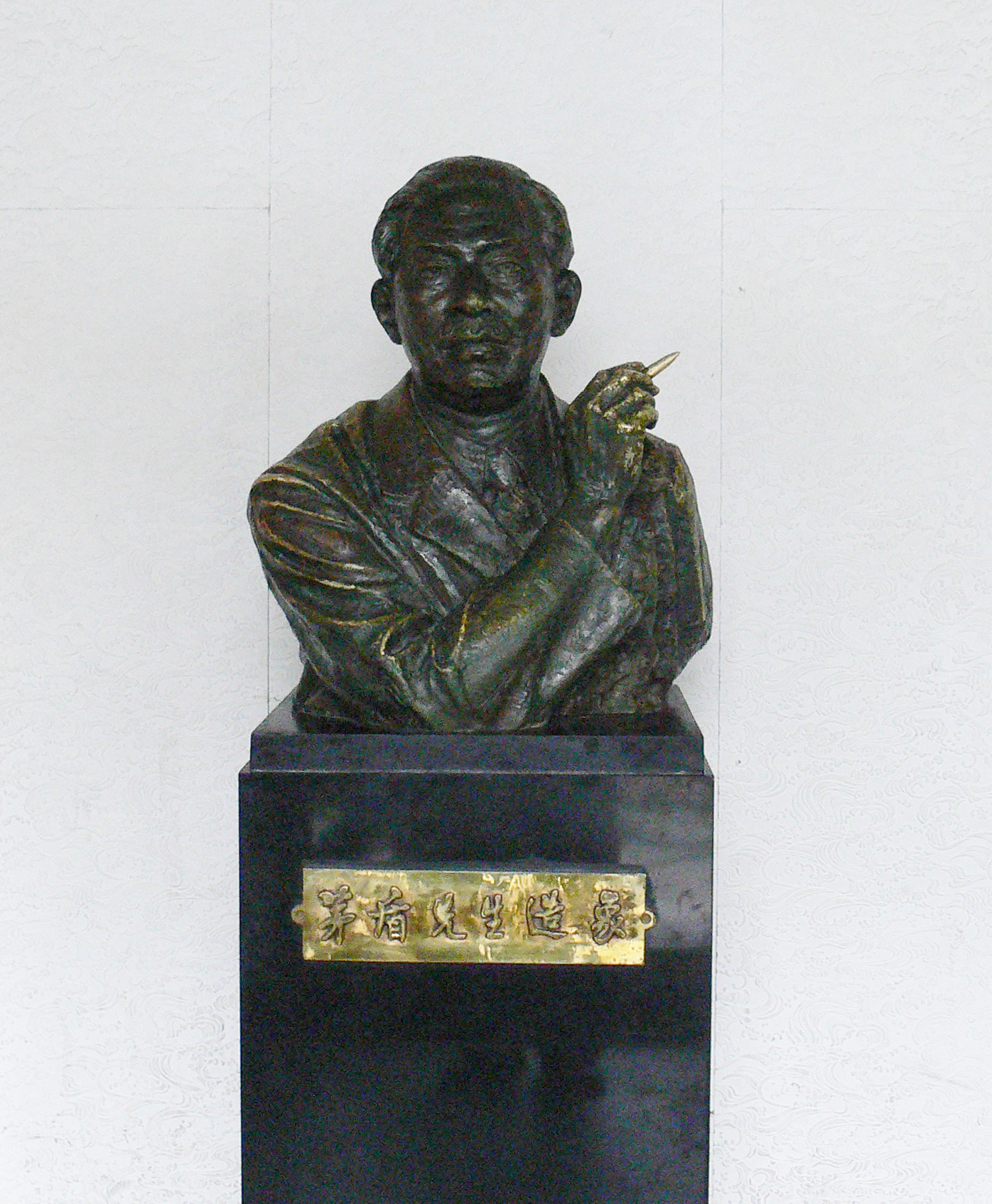
Mao Tun, bronzová busta

Mao Tun (čínsky pchin-jinem Máo Dùn, znaky 茅盾, 4. července 1896, Ťia-sing, provincie Če-ťiang – 27. března 1981, Peking), vlastním jménem Šen Te-chung (čínsky pchin-jinem Shěn Déhóng, znaky zjednodušené 沈德鸿, tradiční 沈德鴻), byl čínský spisovatel, v letech 1949 až 1964 ministr kultury Čínské lidové republiky.

## Život
Pocházel ze vzdělanecké rodiny. V letech 1913–1916 studoval na Pekingské univerzitě, kde se seznámil s evropskou literaturou. Poté se stal redaktorem největšího Šanghajského obchodního nakladatelství. Roku 1919 se přidal ke studentskému protestnímu Hnutí čtvrtého května proti rozhodnutí versailleské mírové konference o předání Šantungského poloostrova Japonsku. Hnutí vyvolalo velkou liberalizační vlnu, která uvolnila cestu pro ideje marxismu, ke kterým se brzy přihlásil. Propagoval sovětskou literaturu a proletářské umění a vybral si umělecký pseudonym Mao-tun (čínsky pchin-jinem máodùn, znaky 矛盾) s významem protiklad, rozpor, protože podle něho toto slovo výstižně vyjadřovalo napětí mezi protikladnými ideologiemi jeho doby (později změnil první znak pseudonymu na 茅, což je tradiční čínské jméno Mao, aby se uchránil před politickou perzekucí).
V letech 1925–1927 se aktivně účastnil revoluční činnosti, a když byla roku 1926 ustavena ve Wu-chanu revoluční vláda, přijal místo na ministerstvu informací. Když Čankajšek vládu rozprášil, musel se skrývat. Rozhodl se ale, že literárně zachytí bouřlivou dobu, kterou prožil a během několika měsíců na přelomu let 1927 a 1928 napsal románovu trilogii o osudech čínské inteligence za revoluce Zatmění (Š), která ho vynesla do řad předních čínských spisovatelů. Po několika románech, které nedosáhly úrovně trilogie, napsal roku 1932 své vrcholné dílo, román Šerosvit (C’ jie), v širokém záběru zachycující život soudobé čínské společnosti.
Během druhé světové války se zapojil do protijaponského hnutí. Po založení Čínské lidové republiky se roku 1949 stal jejím prvým ministrem kultury. Roku 1964 byl však z funkce odvolán a v době Kulturní revoluce byl podrobován kritice. Tuto dobu se mu však podařilo přežít a v sedmdesátých letech byl jedním z představitelů tzv. literatury ran, jejímž nosným tématem byl právě život za Kulturní revoluce.
Působil také v Čínském lidovém politickém poradním shromáždění, od roku 1965 (znovuzvolen 1978) zastával funkci místopředsedy jeho celostátního výboru. 

## Výběrová bibliografie

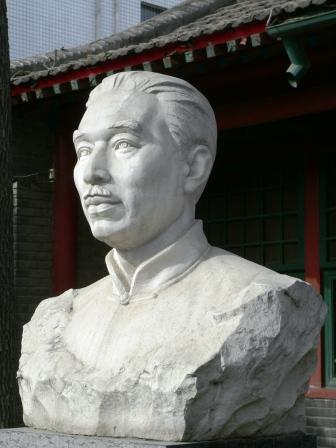
Mao Tun, busta

- Zatmění (1928, Š), románová trilogie o osudu inteligence za revoluce, ve které autor popisuje její zoufalství nad zmařenými nadějemi a odsuzuje Čankajškův zásah. Drastičnost některých scén a neosobnost vyprávění připomíná Zolův naturalismus.[1]
- Duha (1929, Chung), román o událostech Hnutí čtvrtého května.
- Cesta (1930-1931, Lu), román věnovaný problémům studující mládeže,
- Když tři jsou pospolu (1931, San žen sing), román se stejným námětem jako předcházející Cesta,
- Šerosvit (1932, C’ jie), vrcholný autorův román zobrazující život nejrůznějších vrstev čínské společnosti a popisující síly, které ve vzájemném střetu drtí lidské osudy. V širokém záběru líčí spory frakcí vládnoucího kuomintangu, intriky a vyděračství venkovských feudálů, machinace vysoké buržoazie a její burzovní spekulace, boje generálů a politiků o moc, podplácení úředníků, korumpování dělnických předáků, ale i zoufalství čínské inteligence, bouřící se selský venkov a probouzení továrního dělnictva. Hlavní dějovou zápletku tvoří marný boj představitele národního čínského průmyslu Sunfua s bankéřem Čao, reprezentantem amerických finančních zájmů. Po formální stránce využívá autor všechny možnosti moderní literatury, jako je např. vnitřní monolog, subjektivizace vyprávění atp.[1]
- Obchod rodiny Lin (1932, Lin-ťia pchu-c’), román o osudu drobného obchodníka, který přes všechno své úsilí a obchodnickou zdatnost dospěje k bankrotu.
- Jarní hedvábníci (1932, Čchun-cchan), povídky,
- Rozklad (1941, Fu-š’), česky též jako V tygří tlamě, román, který formou deníku členky tajné policie zachycuje bezvýchodnou situaci kuomintangské Číny za války s Japonskem, kdy hrozí rozklad armády a zhroucení fronty. Jde o dobu, kdy se otevírá peklo zkorumpované společnosti na pokraji záhuby, ve kterém padají morální zábrany a v němž se bojuje o holý život terorem, zradami, krutostmi a záludnostmi.
- Cestovní deník ze Sovětského svazu (1948, Su Lian Jian Wen Lu), eseje,
- Mao Tunův komentář ke tvořivosti (1980, Mao Tun Lun Chuang Zuo), teoretická práce.

## Česká vydání
- Šerosvit, Svoboda, Praha 1950, přeložil Jaroslav Průšek, znovu SNKLU, Praha 1958.
- O nové čínské literatuře, Československý spisovatel, Praha 1950, z anglického překladu The People's New Literature přeložila Věra Hrdličková, Jde o projevy Mao Tuna, Čou Jang a Kuo Mo-ža ze Všečínského sjezdu spisovatelů roku 1949.
- V tygří tlamě, Naše vojsko, Praha 1959, přeložil Jaromír Vochala, znovu jako Rozklad, Odeon, Praha 1967.
- Obchod rodiny Lin, Československý spisovatel, Praha 1961, přeložil Oldřich Král,
- Jarní hedvábníci, SNKLU, Praha 1963, přeložil kolektiv překladatelů.